# Gehandicaptenvoertuig

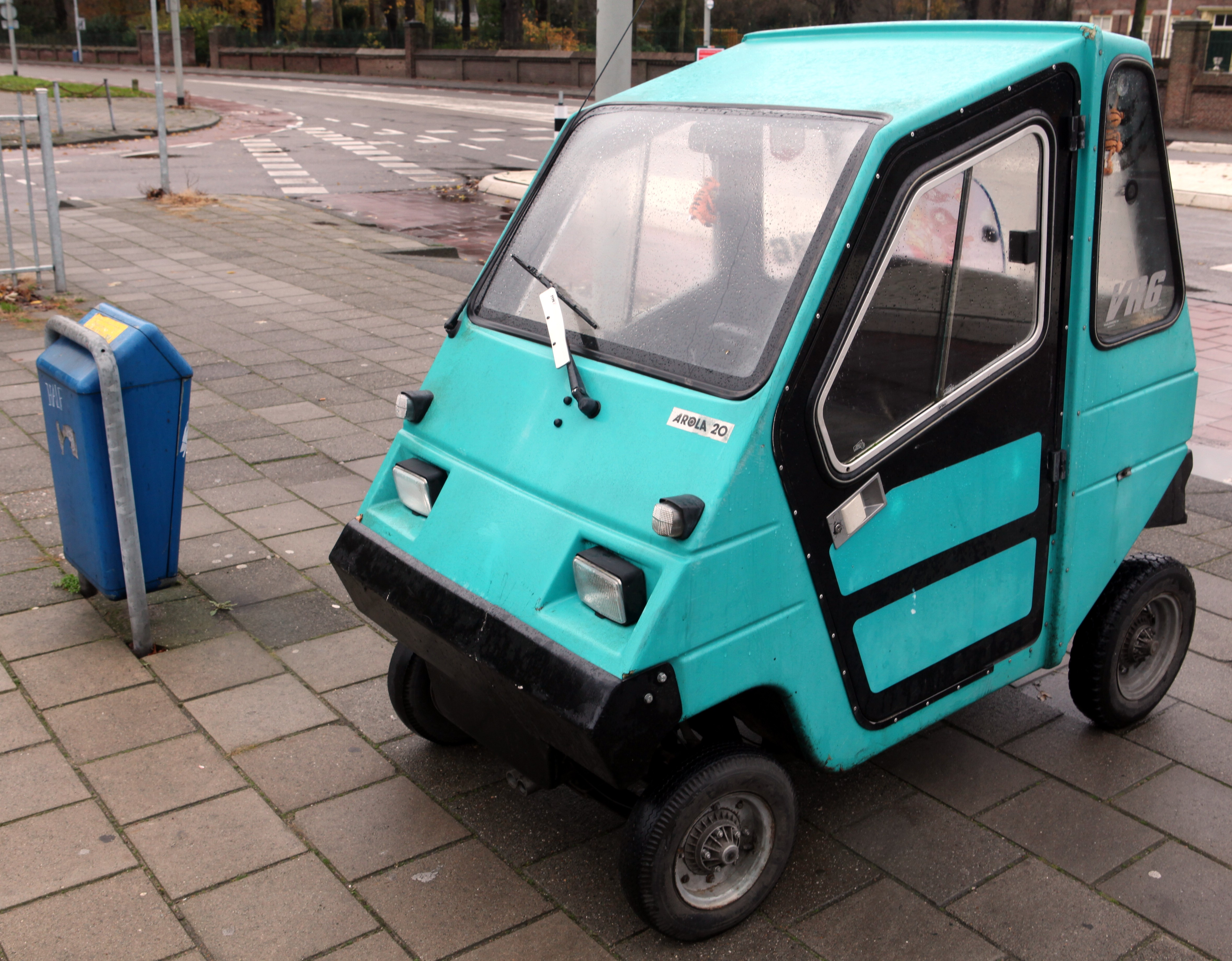
Arola

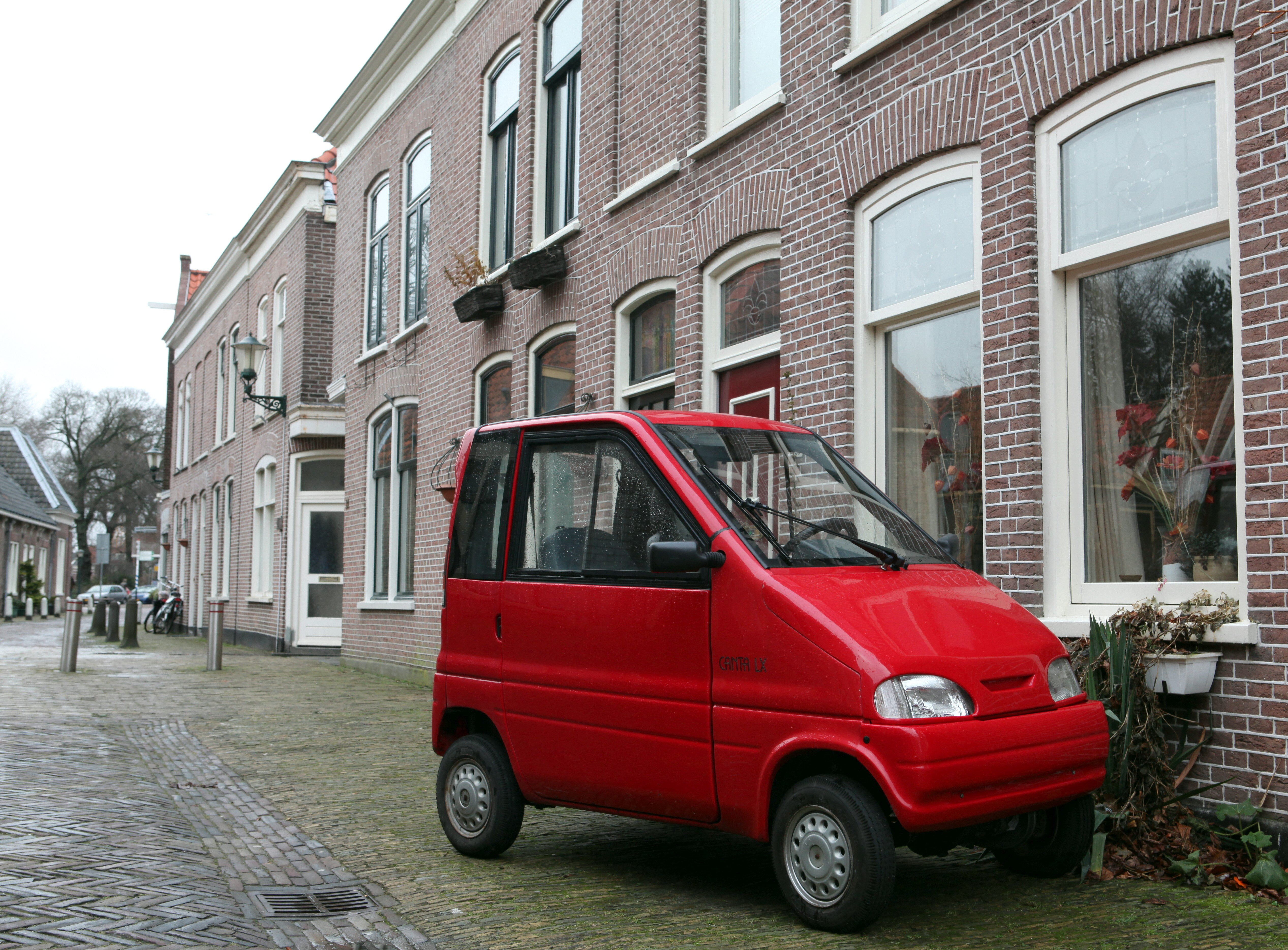
Canta

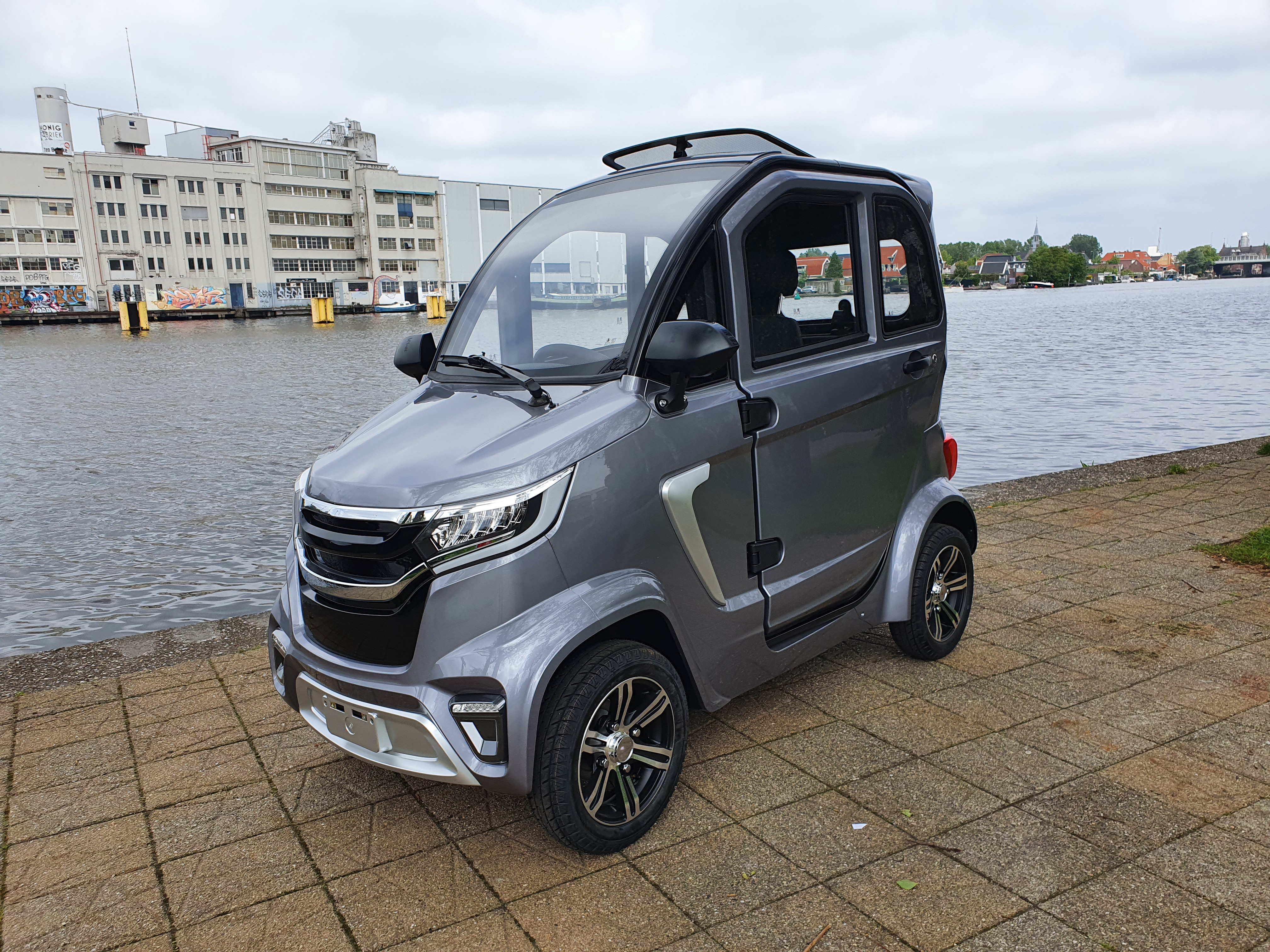
Motion Mirage

Een gehandicaptenvoertuig is een voertuig dat is ingericht voor het vervoer van mensen met een handicap.

## Nederland

### Definitie
Bestuurders van een gehandicaptenvoertuig vormen een speciale categorie van weggebruikers. Artikel 1 van het Reglement verkeersregels en verkeerstekens 1990 omschrijft een gehandicaptenvoertuig als een "voertuig dat is ingericht voor het vervoer van een gehandicapte, niet breder is dan 1,10 meter en niet is uitgerust met een motor, dan wel is uitgerust met een motor waarvan de door de constructie bepaalde maximumsnelheid niet meer dan 45 km per uur bedraagt, en geen bromfiets is".
De wet omschrijft niet waaruit de inrichting voor vervoer van een gehandicapte bestaat. 
Andere motorvoertuigen behoren niet tot deze categorie, ongeacht of ze bestuurd worden door iemand met een handicap.

### Verkeersregels
Op de openbare weg is het zowel mensen met als mensen zonder handicap toegestaan een gehandicaptenvoertuig te besturen. Rijden op autosnelwegen, autowegen, het ruiterpad en de berm is met deze voertuigen niet toegestaan.
Rijdend op het trottoir of het voetpad moet de bestuurder de regels voor voetgangers volgen en mag deze niet sneller rijden dan 6 kilometer per uur. Op de rijbaan en het bromfietspad volgt men de regels die gelden voor een bromfiets. Op een fietspad waar geen bromfietsen mogen rijden volgt men de regels die gelden voor een fietser.
Zonder gehandicaptenparkeerkaart mag men niet parkeren op een gehandicaptenparkeerplaats, dat geldt dus ook voor een gehandicaptenvoertuig. Een gehandicaptenvoertuig mag echter wel worden geparkeerd op het trottoir of het voetpad.

### Types
Voorbeelden in Nederland zijn de Amica, de Arola en de Canta en scootmobielen.